# Décembre 1785

## Événements
- 11 décembre : décret (handbillet) de Joseph II restreignant la création de loges maçonniques dans l’empire[1].

## Naissances
- 25 décembre : Étienne de Gerlache, magistrat, homme d'État et historien belge († 10 février 1871).
- 30 décembre : Charles Henri Schattenmann (mort en 1869), industriel de la chimie, agronome et homme politique alsacien.

## Décès
- 12 décembre : Edme-Louis Daubenton (né en 1730), naturaliste français.
- 29 décembre : Johan Herman Wessel, écrivain (1742-1785), animateur du Cercle norvégien de Copenhague.